# Clinopogon congressus
Clinopogon congressus là một loài ruồi trong họ Asilidae. Clinopogon congressus được Walker miêu tả năm 1861.